# Орлан-білохвіст (монета)
«Орла́н-білохві́ст» — пам'ятна монета номіналом 2 гривні, випущена Національним банком України, присвячена орлану-білохвосту — одному з найбільших представників хижих птахів Євразії, зникаючому виду (ряд — Соколоподібні, родина — Яструбові), уключеному до Червоної книги України та Європейського Червоного списку тварин і рослин, що перебувають під загрозою зникнення.
Монету введено в обіг 10 липня 2019 року. Вона належить до серії «Флора і фауна».

## Опис монети та характеристика
| Номінал грн. | Метал      | Маса, г | Діаметр, мм | Якість виготовлення       | Гурт     | Тираж, штук                                        |
| ------------ | ---------- | ------- | ----------- | ------------------------- | -------- | -------------------------------------------------- |
| 2            | нейзильбер | 12,8    | 31,0        | спеціальний анциркулейтед | рифлений | 45 000 (у тому числі 20 000 у сувенірній упаковці) |

### Аверс
На аверсі монети в обрамленні вінка, утвореного із зображень окремих видів флори і фауни, розміщено малий Державний Герб України та написи: «УКРАЇНА/2/ГРИВНІ/2019» та логотип Банкнотно-монетного двору Національного банку України.

### Реверс
На реверсі монети зображено орлана-білохвоста в польоті (кольорове зображення, використано тамподрук) та написи півколом: «ОРЛАН-БІЛОХВІСТ» (унизу), «HALIAEETUS ALBICILLA» (праворуч).

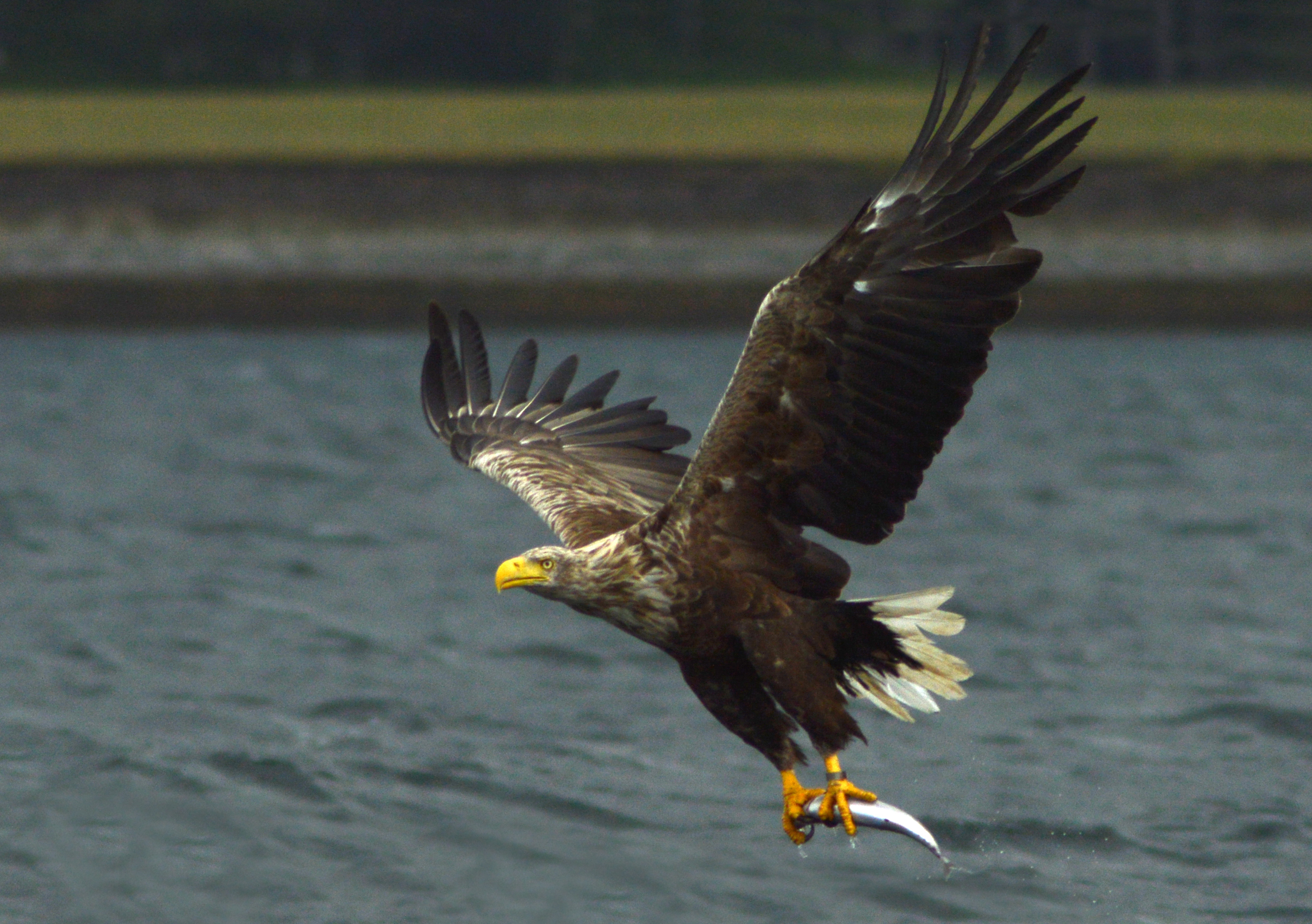
Орлан-білохвіст під час полювання

20 000 монет із загального тиражу було випущено у буклетах
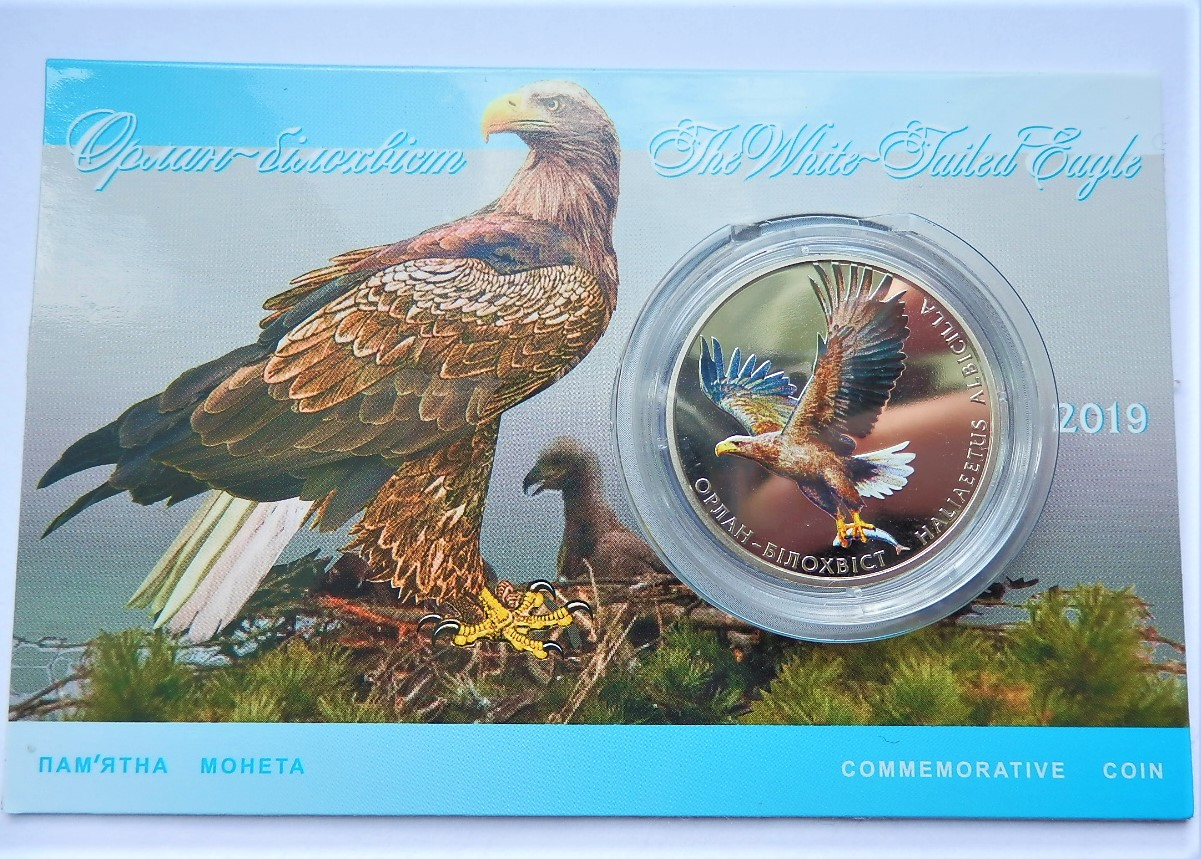
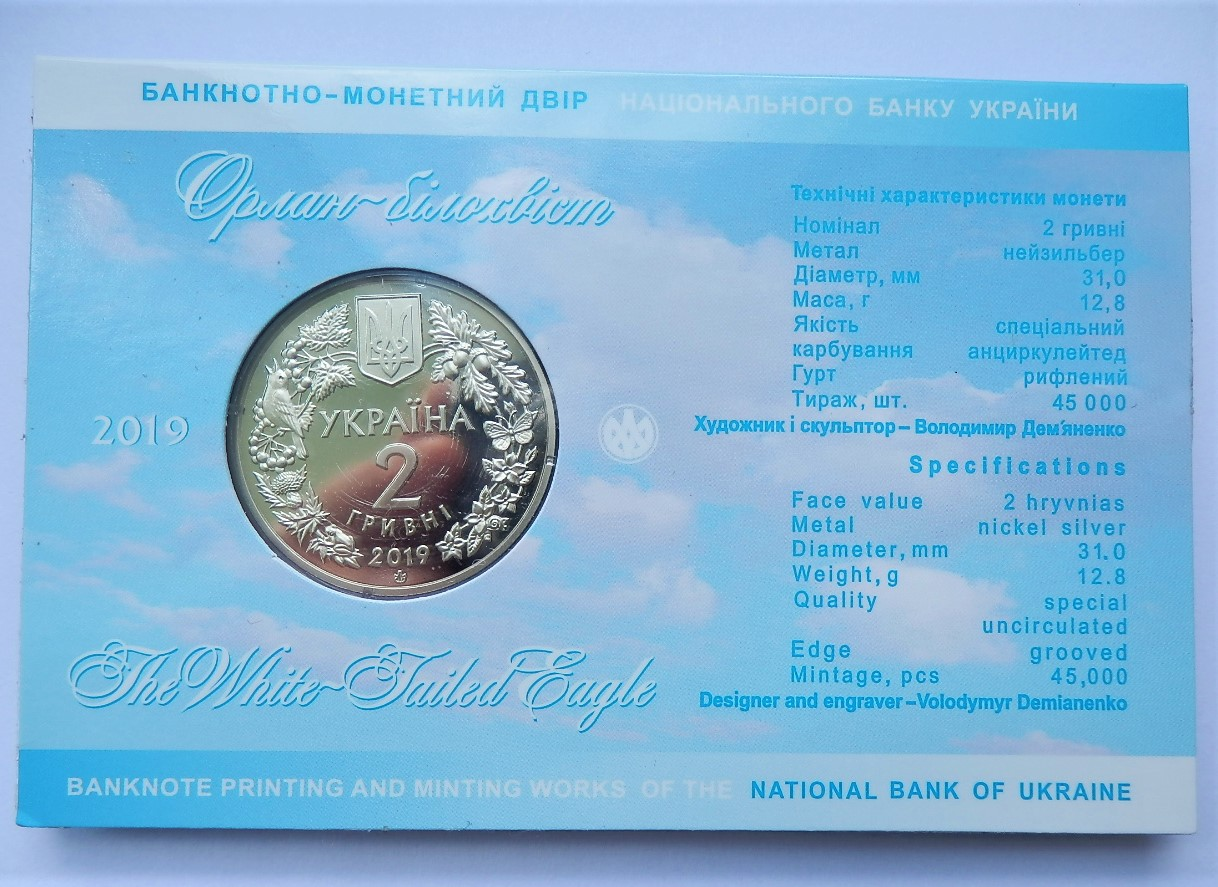

## Автори

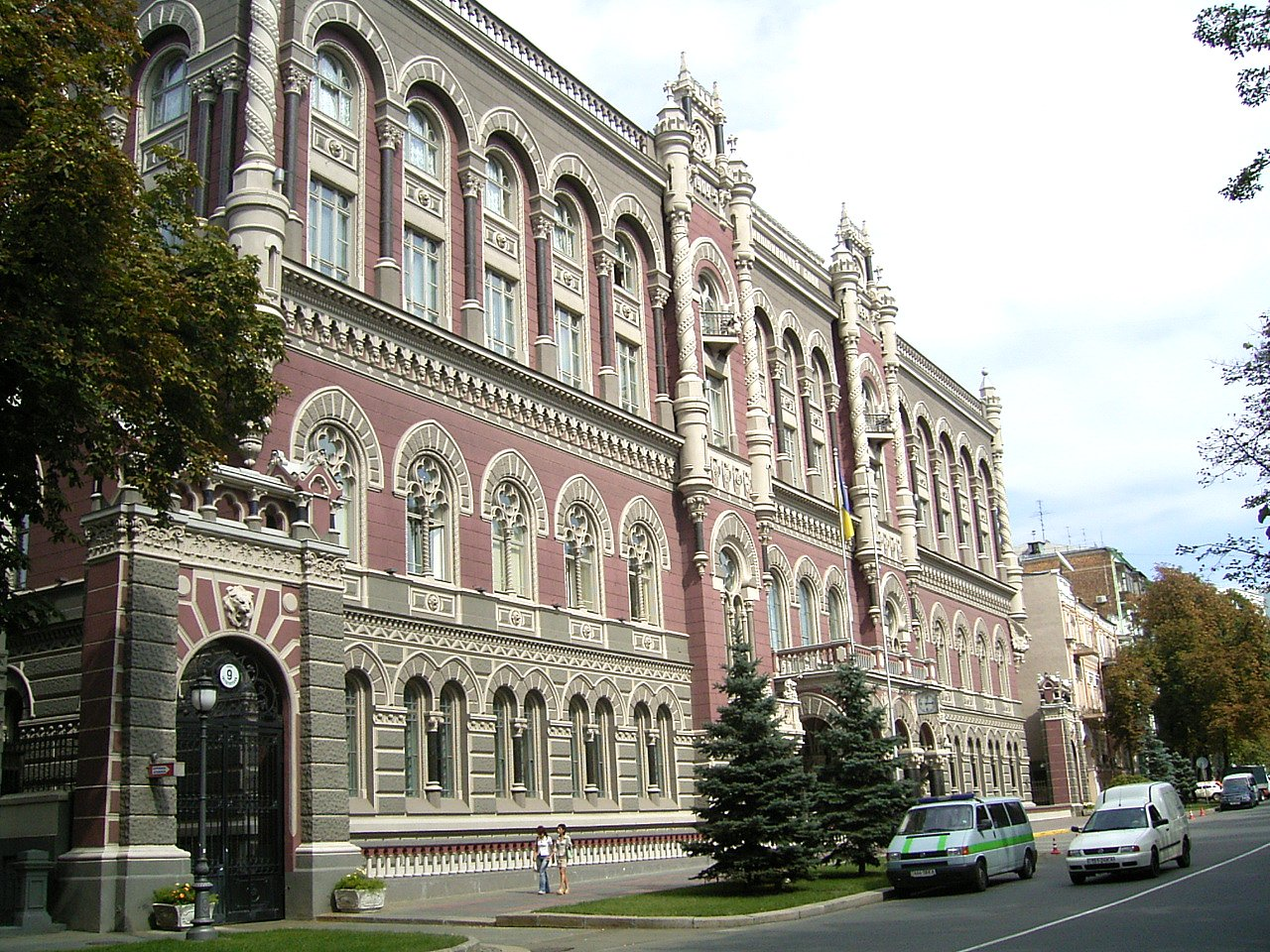
Будівля Національного банку України

- Художник — Дем'яненко Володимир, Jacob Spinks (автор фото).
- Скульптор — Дем'яненко Володимир.

## Вартість монети
Під час введення монети в обіг 2019 року, Національний банк України реалізовував монету за ціною 58 гривень.
Фактична приблизна вартість монети з роками змінювалася так:
| Рік        | 2020 | 2021 | 2022 | 2023 | 2024 | 2025 |
| ---------- | ---- | ---- | ---- | ---- | ---- | ---- |
| Ціна, грн. | 90   | 230  | 360  | 450  | 640  | 720  |